# Образовательный фонд «Айб»

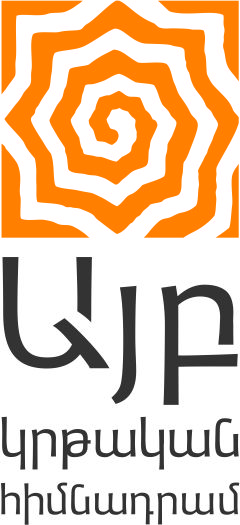
Логотип фонда

Образовательный фонд «Айб» основан в 2006 году в Армении. Цель фонда — сформировать культуру отличия в обучении и способствовать развитию армянского образования.

## Структура
«Айб» основан в 2006 году людьми, считающими свои достижения результатом образования и желающими посредством совместных вложений усовершенствовать образовательную систему Армении. Основателями «Айб» являются:
- Ашот Асланян (Армения/Россия, основатель компании «Аэросиб»),
- Арам Пахчанян (Армения, вице-президент компании ABBYY, директор школы «Айб»)[2],
- Артур Берд (Франция/США, основатель компаний General Quantitative, Wealth Technologies)[3],
- Давид Пахчанян (Армения, заместитель министра обороны РА)[4],
- Давид Ян (Россия/США, основатель компании ABBYY, соучредитель компании «iiko», соучредитель и президент компании «Findo»),
- Карен Мусаелян (США, основатель компании HiQu Capital),
- Каро Саргсян (Россия, предприниматель, основатель компании «Спецторг»),
- О. Месроп Арамян (Армения, президент радио «Вэм», директор НПОО).

Клуб «Айб» — высший руководящий орган всех структур «Айб». Клуб «Айб» объединяет 38 членов из разных уголков мира (по состоянию на 1 июля 2016 г.).
Высшим руководящим органом Образовательного фонда «Айб» является Совет попечителей, в который в ротационном порядке входят 6 членов Клуба «Айб». Срок действия полномочий Совета попечителей — два года.

## Проекты
В течение своей 10-летней[уточнить] деятельности Образовательный фонд «Айб» разработал и претворил в жизнь более 20 образовательных проектов и инициатив.
Основными проектами фонда «Айб» являются:
- Школа «Айб» (начальная, средняя и старшая) — действует с 2011 года[5].
- Центральная школа Дилижана, принадлежащая семейству школ «Айб» и ставшая первым школьным проектом, который был осуществлен «Айб» в рамках внешнего заказа и финансирования[6].
- Национальная программа отличия в образовании, которую Образовательный фонд «Айб» осуществляет в сотрудничестве с Кембриджским университетом (Англия) и Институтом образования (IOE) Университетского колледжа Лондона (UCL)[7].
- 2 фаблаба — мастерские-лаборатории, созданные Массачусетским технологическим институтом (МТИ, MIT), оснащенные специальным оборудованием и материалами[8].
- Массовые конкурсы для школьников — математический конкурс «Кенгуру»[9], конкурс по армянскому языку «Пчелка»[10], конкурс по русскому языку «Русский медвежонок»[11], Всеармянский турнир юных химиков[12], национальный этап Всемирной олимпиады роботов[13].
- Современные предметные лаборатории «АйбЛабы».
- Углубленные предметные курсы.
- Мастер-классы.

## История
В феврале 2006 года, желая содействовать развитию Армении посредством вложения своего времени, душевных сил и материальных ресурсов, 8 друзей собрались в Москве и решили основать Образовательный фонд «Айб» и Клуб «Айб». Уже в декабре был официально основан Образовательный фонд «Айб». В том же месяце стартовала первая программа «Айб» — «Углубленные предметные курсы». В рамках этой программы были созданы и испытаны образовательные методологии «Айб», и, в частности, были заложены основы новой образовательной программы — Араратского бакалавриата.
В мае 2007 года в физико-математической специальной школе г. Ереван «Айб» открыл свою первую современную лабораторию — «АйбЛаб» по физике. Сегодня в 5-ти школах 4-х марзов Армении действуют 8 «АйбЛабов». В том же году, когда интернетом в Армении могли пользоваться лишь немногие, «Айб» сделал доступными для абитуриентов, студентов и преподавателей 33 вузов Армении многотысячные учебные материалы программы «OpenCourseWare» Массачусетского технологического института без необходимости входа в интернет.
В мае 2008 года «Айб» впервые провел пилотный вариант международного математического конкурса «Кенгуру» в Армении. В 2010 году к «Кенгуру» присоединились еще 2 массовых конкурса для школьников — «Русский медвежонок: языкознание для всех» и Всемирный турнир юных химиков. А уже в 2014 году «Айб» создал и впервые провел в Армении и Нагорном Карабахе конкурс «Пчелка: армянский для всех». С 2016 года Образовательный фонд «Айб» также начал проводить в Армении один из самых массовых школьных конкурсов — национальный этап Всемирной олимпиады роботов (ВОР).
В августе 2009 года стартовала серия мастер-классов для учителей химии из разных школ Армении. В дальнейшем эта программа нашла применение в других форматах, в виде мастер-классов для различных аудиторий.
В январе 2010 года Правительство Республики Армения на первом заседании года приняло решение о выделении земельного участка в 6,5 га на территории, прилегающей к Тбилисскому шоссе в Ереване, на реализацию проекта "Образовательный узел «Айб» (школа «Айб»). В октябре 2011 года была открыта старшая школа «Айб».
В июле 2013 года между Образовательным фондом «Айб» и Центральным банком РА был подписан договор сотрудничества о создании школы в городе Дилижане по образовательным технологиям «Айб». В сентябре 2013 года в Центральной школе Дилижана начался первый учебный год на выделенной ей во временное пользование территории, и стартовало строительство основного здания школы, введенного в эксплуатацию в 2015 году.
В январе 2014 года Образовательный фонд «Айб» в сотрудничестве с Кембриджским университетом (Англия) и Институтом образования Университетского колледжа Лондона (UCL) начали крупномасштабную образовательную инициативу на государственном уровне — Национальную программу отличия в образовании (НПОО). Главным инструментом реализации НПОО является разработанная фондом «Айб», конкурентоспособная на мировом уровне образовательная программа «Араратский бакалавриат», которая в сентябре 2015 года была внедрена в школе «Айб». В мае 2016 года ученики школы «Айб» впервые сдали экзамены Араратского бакалавриата, которые признаны эквивалентными экзаменам Кембриджских углубленных уровней (Cambridge A Levels).
В октябре 2015 года при школах «Айб» в Ереване и Дилижане открылись два фаблаба (мастерские-лаборатории, разработанные МТИ).